# Памятник Дон Кихоту (Омск)
Памятник Дон Кихоту — памятник в Омске, две копии которого установлены в центре города — напротив Театра для детей и молодёжи и возле Библиотеки имени А. С. Пушкина. 
Памятник разработан дизайнером И. А. Вахитовым и выполнен скульптором А. Н. Капраловым. Открытие памятника состоялось 6 августа 2000 года, ко Дню города.
Монумент выполнен из множества металлических частей методом сварки. Он изображает неустанно мчащегося вперед коня и абсолютно статичного всадника. Этот образ иногда интерпретируют следующим образом: фигура коня символизирует стремительно бегущее время, которое пытается подчинить себе непоколебимый наездник.